# Логвино (Калінінградська область)
Логвино (рос. Логвино) — селище Зеленоградського району, Калінінградської області Росії. Входить до складу Переславського сільського поселення.
Населення — 283 особи (2015 рік).

## Населення
| 2002 | 2010 |
| ---- | ---- |
| 257  | ↗283 |